# Oliver Schmitt
Oliver Jens Schmitt (ur. 15 lutego 1973 w Bazylei) – szwajcarski historyk, członek Austriackiej Akademii Nauk.

## Życiorys
Kształcił się w Bazylei, Wiedniu, Berlinie i Monachium. W 2000 roku obronił pracę doktorską na Uniwersytecie Ludwika i Maksymiliana w Monachium. Habilitował się na Uniwersytecie w Ratyzbonie. Od 2005 pracuje na stanowisku profesora historii Europy Południowo-Wschodniej na Uniwersytecie Wiedeńskim. Specjalizuje się w średniowiecznej historii Półwyspu Bałkańskiego i jego związków z Republiką Wenecką.
Wydane w 2009 dzieło Schmitta Skanderbeg. Der neue Alexander auf dem Balkan stanowiło pierwszą od wielu lat próbę krytycznej biografii Skanderbega, kluczowej postaci w dziejach Albanii. Sugestie Schmitta, że matka Skanderbega Vojsava była Serbką, a nazwa rodu Kastrioti jest pochodzenia greckiego – podobnie jak inne tezy dotyczące postaci Skanderbega – sprowokowały gorącą debatę w albańskich mediach. Schmitta oskarżano o zniesławienie Albańczyków, zaś oskarżenia o zdradę kierowano pod adresem Ardiana Klosiego, tłumacza książki Schmitta na język albański.

## Wybrane publikacje
- Das venezianische Albanien (1392–1479). Monachium: 2001. ISBN 3-486-56569-9. (niem.). Brak numerów stron w książce
- Levantiner. Lebenswelten und Identitäten einer ethnokonfessionellen Gruppe im osmanischen Reich im "langen 19. Jahrhundert". Monachium: 2005. ISBN 978-3-4865-7713-6. (niem.). Brak numerów stron w książce
- Kosovo: kurze Geschichte einer zentralbalkanischen Landschaft. Wiedeń: 2008. ISBN 978-3-8252-3156-9. (niem.). Brak numerów stron w książce
- Skanderbeg. Der neue Alexander auf dem Balkan. Verlag Friedrich Pustet: 2009. ISBN 978-3-7917-2229-0. (niem.). Brak numerów stron w książce
- Die Albaner. Eine Geschichte zwischen Orient und Okzident. Monachium: 2012. ISBN 978-3-7858-1166-9. (niem.). Brak numerów stron w książce
- Capitan Codreanu. Aufstieg und Fall des rumänischen Faschistenführers. Wiedeń: 2016. ISBN 978-3-552-05803-3. (niem.). Brak numerów stron w książce
- Der Balkan im 20. Jahrhundert: Eine postimperiale Geschichte. Stuttgart: 2019. ISBN 978-3-17-031860-1. (niem.). Brak numerów stron w książce